# Hedi Vaccaro Frehner
Hedi (Edvige) Frehner coniugata Vaccaro (1926 – 16 maggio 2014) è stata un'attivista svizzera naturalizzata italiana.

## Biografia
Nata e cresciuta nella famiglia di un commerciante svizzero, al termine della Seconda guerra mondiale si impegna nel cristianesimo secondo la confessione evangelica valdese. Mentre studia per la laurea in Matematica al Politecnico di Zurigo,  comincia a collaborare sia con il Movimento cristiano studentesco sia con il Partito comunista. Tra il 1949 e il 1950 studia e lavora a Parigi, e successivamente ottiene una borsa di studio a Roma, dove conosce Michelangelo Vaccaro (1920 - 2001), matematico.
L'anno seguente i due si sposano e da questa unione nascono i figli Bernardo (1953), Veronica (1955) e Davide (1958). Sono di quel periodo gli incontro con Danilo Dolci, Aldo Capitini, Pietro Pinna, a seguito dei quali Hedi Vaccaro Frehner matura la scelta di impegnarsi per la causa della nonviolenza.
Nel 1962 entra a far parte del Movimento Internazionale di Riconciliazione, di cui sarà a lungo segretario nazionale e figura di riferimento.
Nel 1992 viene insignita del Premio Nazionale Cultura della Pace «per il Suo impegno in favore del dialogo ecumenico, e per la ricerca continua e costante di una cultura della pace che vada a creare una società più giusta e nonviolenta dove il dialogo, anche tra confessioni religiose diverse, sia la base di una reale convivenza civile».